# کانویر اف-۱۰۲ دلتا دگر
کانویر اف-۱۰۲ دلتا دگر (به انگلیسی: Convair F-102 Delta Dagger) یک هواپیمای جت رهگیر آمریکایی بود که در دهه ۱۹۵۰ و ۱۹۶۰ میلادی ستون فقرات دفاع هوایی ایالات متحده آمریکا را تشکیل می‌داد. این هواپیما توسط شرکت کانویر طراحی شد و هدف اصلی از تولید آن، مقابله با حملات احتمالی بمب‌افکن‌های راهبردی شوروی، به‌ویژه توپولف ۹۵، در طول دوران جنگ سرد بود.
اف-۱۰۲ به‌عنوان یکی از هواپیماهای سری سنچری، نخستین هواگرد رهگیرعملیاتی فراصوت و بال سه‌گوش در نیروی هوایی ایالات متحده آمریکا بود. این رهگیر، در شرایط جوی مختلف می‌توانست پرواز کند.
نمونه‌های ابتدایی اف-۱۰۲ قابلیت رسیدن به سرعت یک ماخ را نداشتند اما جنگندهٔ کانویر اف-۱۰۶ دلتا دارت به‌عنوان جایگزین و نمونهٔ بسیار پیشرفته‌تر از این جنگنده، سرعتی معادل دو ماخ داشت.

## ویژگی‌ها (F-102A)
- طول بال‌ها: ۱۱٬۴ متر
- خدمه: یک نفر
- طول هواپیما: ۲۰٬۴ متر
- ارتفاع هواپیما: ۶٬۳ متر
- وزن هواپیما: ۱۴٬۱ تن
- مهمات: ۲۴ راکت ۲٬۷۵ اینچی غیر هدایت شونده و ۶ موشک هدایت شونده
- پیشرانه: ۱ موتور توربوجت J-57 با قدرت ۱۶۰۰۰ پوند /پس‌سوز ساخت پرت اند ویتنی
- قیمت:۱٬۱۸۴٬۰۰۰ دلار
- حداکثر سرعت: ۸۱۰ مایل بر ساعت، معادل ۱٫۲۵ ماخ/ همچنین می‌توانست با سرعت مقرون به صرفه ۶۰۰ مابل در ساعت نیز حرکت کند.
- برد: ۲۱۷۰ کیلومتر
- سقف پروازی: ۵۵۰۰۰ پا

## کاربران

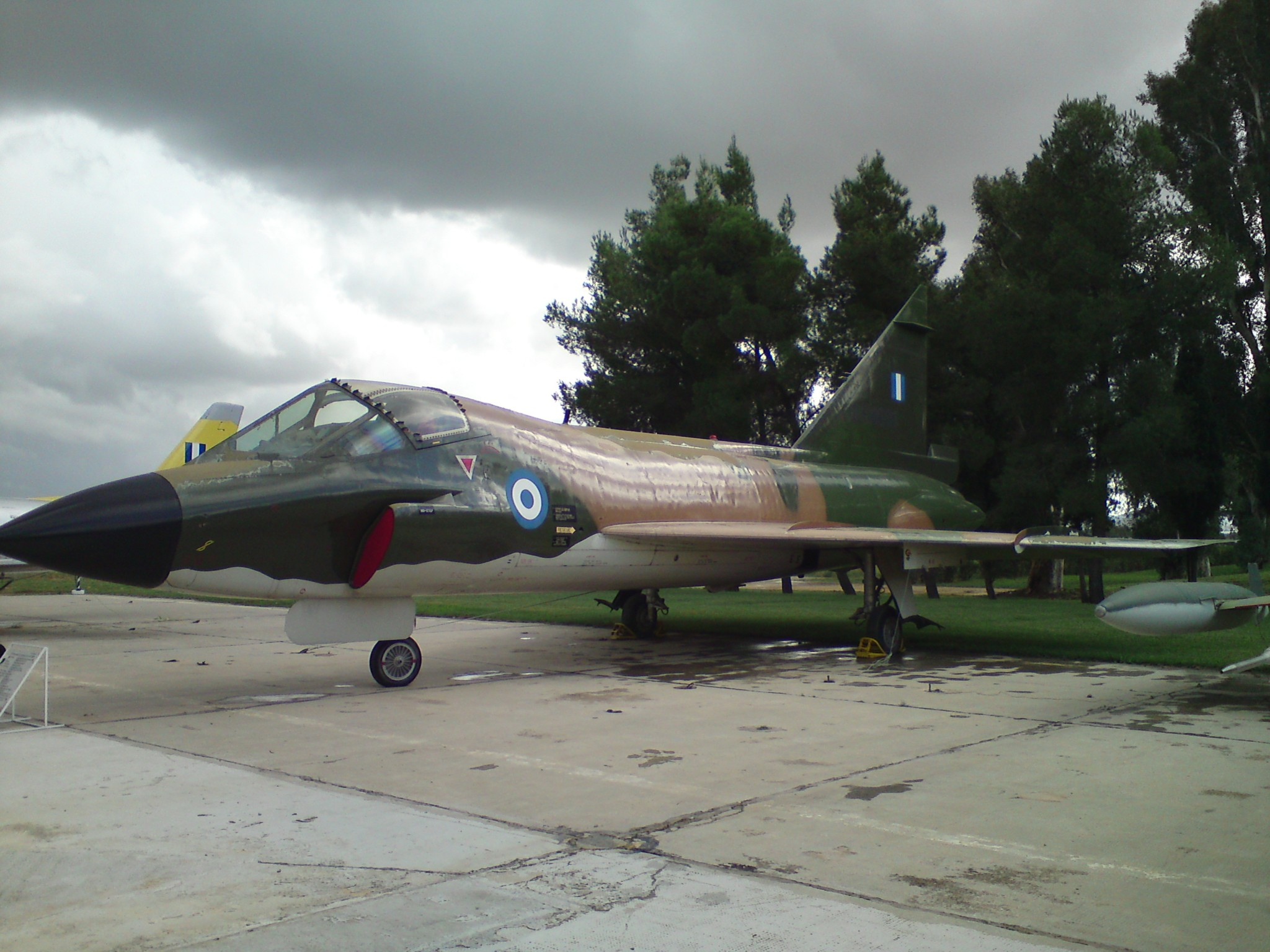
کانویر اف-۱۰۲ دلتا دگر

### ایالات متحده
حدود ۱۰۰۰ فروند، در شاخه‌های مختلف نیروهای مسلح آمریکا، خدمت کردند. تعدادی از هواپیماهای قدیمی‌تر مانند نورثروپ اف-۸۹ اسکورپین، توسط اف-۱۰۲ جایگزین شدند. تعدادی از این جنگنده در اواخر دهه ۱۹۶۰، از نیروی هوایی آمریکا به گارد ملی هوایی این کشور، منتقل شدند. تا سال ۱۹۷۶ تقریباً تمامی آن‌ها در آمریکا، بازنشسته و از خدمت خارج شدند.

### نیروی هوایی یونان
نیروی هوایی یونان، در سال ۱۹۶۹، تعداد ۲۴ فروند از این جنگنده را از ایالات متحده تحویل گرفت. آن‌ها تا سال ۱۹۷۷ در یونان فعال بودند و در آن سال توسط جنگنده‌های داسو میراژ اف۱، جایگزین شدند.

### نیروی هوایی ترکیه
نیروی هوایی ترکیه در ۱۹۶۸، حدود ۵۰ فروند از این جنگنده را دریافت کرد و به‌مدت ۱۱ سال و تا پیش از بازنشستگی در سال ۱۹۷۹، از آن‌ها استفاده کرد.